# Стад Сапуто
«Стад Сапу́то» (фр. Stade Saputo) — футбольный стадион, расположенный в городе Монреаль, провинции Квебек, Канада.  Домашнее поле профессионального футбольного клуба «Монреаль Импакт», выступающего в MLS, высшей футбольной лиге США и Канады.

## История

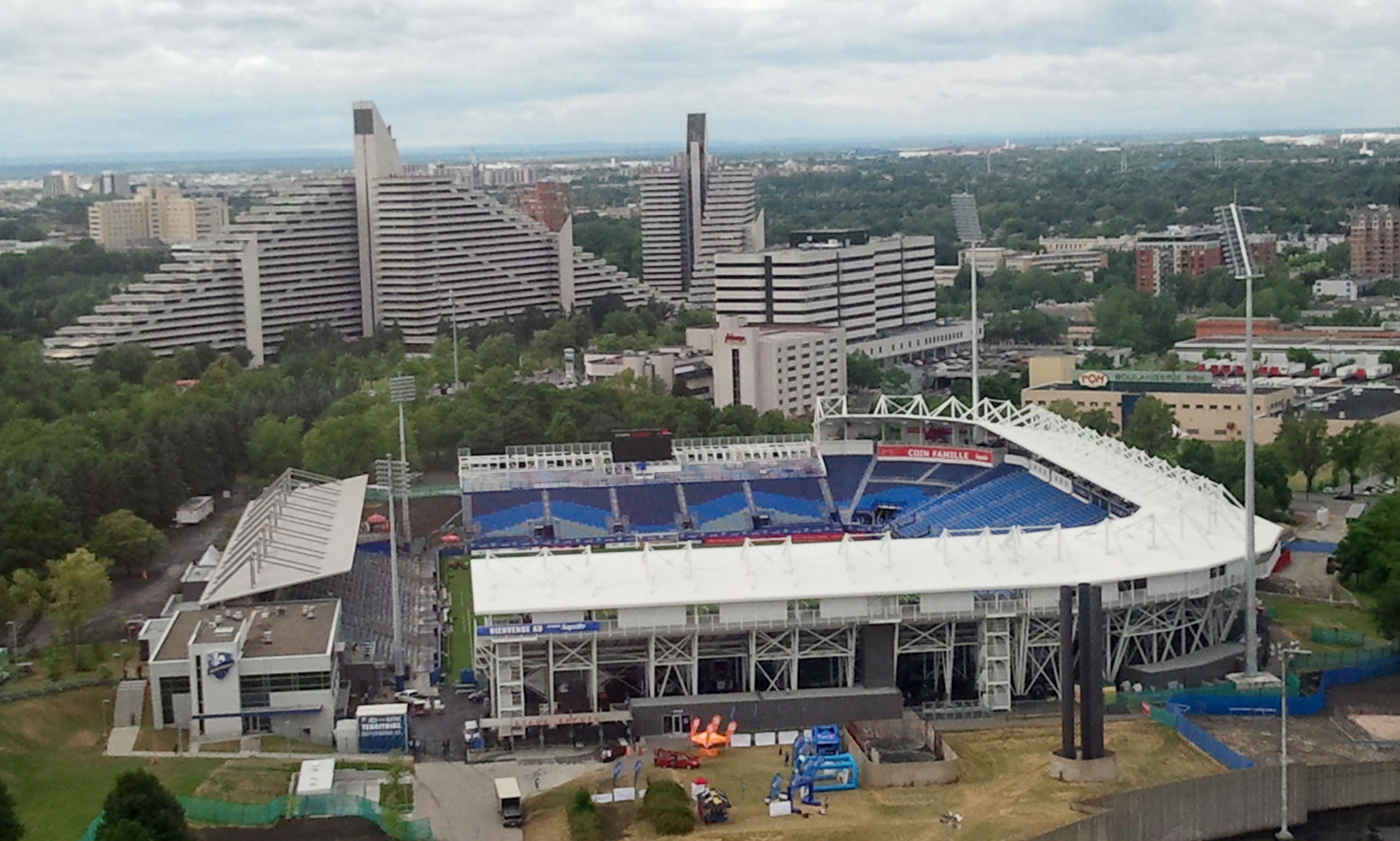
Вид с фуникулёрной башни Олимпийского стадиона на «Стад Сапуто» в стадии реконструкции в 2012 году. За стадионом видны треугольные здания Олимпийской деревни.

«Стад Сапуто» построен на месте легкоатлетического поля, использовавшегося во время Олимпийских игр 1976 года.  С западной части стадиона открывается вид на наклонную фуникулёрную башню Олимпийского стадиона.  Вместимость «Стад Сапуто» — 20 521 мест, он является вторым по вместимости стадионом в Канаде, построенным специально для игры в футбол, после «Бимо Филд» в Торонто.  Стадионом владеет семья Сапуто, которой также принадлежит клуб «Монреаль Импакт».
Изначально стадион был построен для команды «Монреаль Импакт» второго дивизиона, выступавшей в Североамериканской футбольной лиге.  Открытие состоялось в мае 2008 года.  На то время он вмещал 13 034 зрителей.  Стадион был построен на средства семьи Сапуто, владельца одноимённой крупной компании молочных продуктов.  После того, как «Монреаль Импакт» вступил в MLS, администрация Квебека выделила C$23 млн для расширения и улучшения стадиона.  После реконструкции стадион вмещает 20 521 зрителей, на нём также находятся 34 корпоративные ложи.
В здании стадиона размещается штаб-квартира клуба.  Комплекс также включает прилегающее к стадиону тренировочное поле с искусственным покрытием.